# Museros
Museros é um município da Espanha na província de Valência, Comunidade Valenciana. Tem 12,4 km² de área e em 2021 tinha 6 618 habitantes (densidade: 533,7 hab./km²).

## Demografia
| Variação demográfica do município entre 1991 e 2004 | Variação demográfica do município entre 1991 e 2004 | Variação demográfica do município entre 1991 e 2004 | Variação demográfica do município entre 1991 e 2004 |
| --------------------------------------------------- | --------------------------------------------------- | --------------------------------------------------- | --------------------------------------------------- |
| 1991                                                | 1996                                                | 2001                                                | 2004                                                |
| 4106                                                | 4083                                                | 4167                                                | 4555                                                |